# Finn Høffding
Finn Høffding, född 10 mars 1899, död 29 mars 1997, var en dansk tonsättare och musikpedagog.
Høffding fick sin utbildning i Köpenhamn och Wien, blev lärare i musikteori vid konservatioriet i Köpenhamn 1932 och var en av de mest betydande samtida danska tonsättarna med symfonier, kammarmusik, sånger och två operor. Han blev främst känd genom sitt muskipedagogiska arbet, inte minst inom den folkliga musikundervinsingens område, bland annat som ordförande i Musikpædagogisk Foring från 1929. Han har bland annat skrivit musik särskilt avpassad för amatörbruk och utgett skolsångböcker.